# Якісне дослідження
Якісне дослідження — це тип дослідження, метою якого є збір і аналіз нечислових (описових) даних, щоб отримати розуміння соціальної реальності людей, включаючи розуміння їхніх поглядів, переконань і мотивації. Цей тип дослідження зазвичай включає глибинні інтерв'ю, фокус-групи або спостереження з метою збору даних, багатих на деталі та контекст. Якісне дослідження часто використовується для вивчення складних явищ або для розуміння досвіду та поглядів людей на певну тему. Це особливо корисно, коли дослідники хочуть зрозуміти значення, яке люди надають своєму досвіду, або коли вони хочуть розкрити глибинні причини поведінки людей. Якісні методи включають етнографію, теорію обґрунтовування, аналіз дискурсу та інтерпретаційний феноменологічний аналіз. Якісні методи дослідження використовувалися в соціології, антропології, політології, психології, комунікації, соціальній роботі, фольклорі, освітніх дослідженнях, інформатиці та дослідженнях програмної інженерії.

## Тло
Якісні дослідження ґрунтуються на кількох напрямках філософської думки та розглядають аспекти людського життя, включаючи культуру, самовираження, переконання, мораль, життєвий стрес та уяву. Сучасні якісні дослідження зазнали впливу ряду галузей філософії, наприклад, позитивізму, постпозитивізму, критичної теорії та конструктивізму. Історичні переходи або «моменти» в якісних дослідженнях разом із поняттям «парадигм» (Дензін і Лінкольн, 2005) здобули широку популярність упродовж останніх десятиліть. Проте деякі вчені стверджують, що прийняття парадигм може бути контрпродуктивним і призвести до меншої філософсько-заангажованої спільноти. У зв'язку з цим Пернекі запропонував альтернативний спосіб реалізації філософських проблем у якісному дослідженні, щоб дослідники могли підтримувати необхідну інтелектуальну мобільність та еластичність.

## Підходи до опитування
Використання некількісного матеріалу як емпіричних даних зростає в багатьох сферах соціальних наук, включаючи науки про навчання, психологію розвитку та культурну психологію. Кілька філософських і психологічних традицій вплинули на підходи дослідників до якісного дослідження, включаючи феноменологію, соціальний конструкціонізм, символічний інтеракціонізм і позитивізм.

### Філософські традиції
Феноменологія відноситься до філософського дослідження структури свідомості індивіда і загального суб'єктивного досвіду. Підходи до якісного дослідження, засновані на конструкціонізмі, такі як теорія обґрунтовування, звертають увагу на те, як суб'єктивність як дослідника, так і учасників дослідження може вплинути на теорію, яка розвивається в результаті дослідження. Символічний інтеракціоністський підхід до якісного дослідження досліджує, як індивіди та групи розвивають розуміння світу. Традиційні позитивістські підходи до якісного дослідження прагнуть до більш об'єктивного розуміння соціального світу. На дослідників якості також вплинули соціологія знання та роботи Альфреда Шюца, Пітера Л. Бергера, Томаса Лукмана та Гарольда Ґарфінкеля.
Більш пізні філософські внески в якісне дослідження (Pernecky, 2016) охоплювали такі теми, як скептицизм, ідеїзм, ідеалізм, герменевтика, емпіризм і раціоналізм, а також познайомили якісну спільноту з різними реалістичними підходами, які доступні в широкому філософському спектрі якісної думки. Пернекі також має справу з деякими знехтуваними областями якісних досліджень, такими як соціальна онтологія, і виходить на нові території (наприклад, квантову механіку), щоб стимулювати більш сучасну дискусію про загальні якісні проблеми, такі як абсолютизм і універсалізм.

## Питання

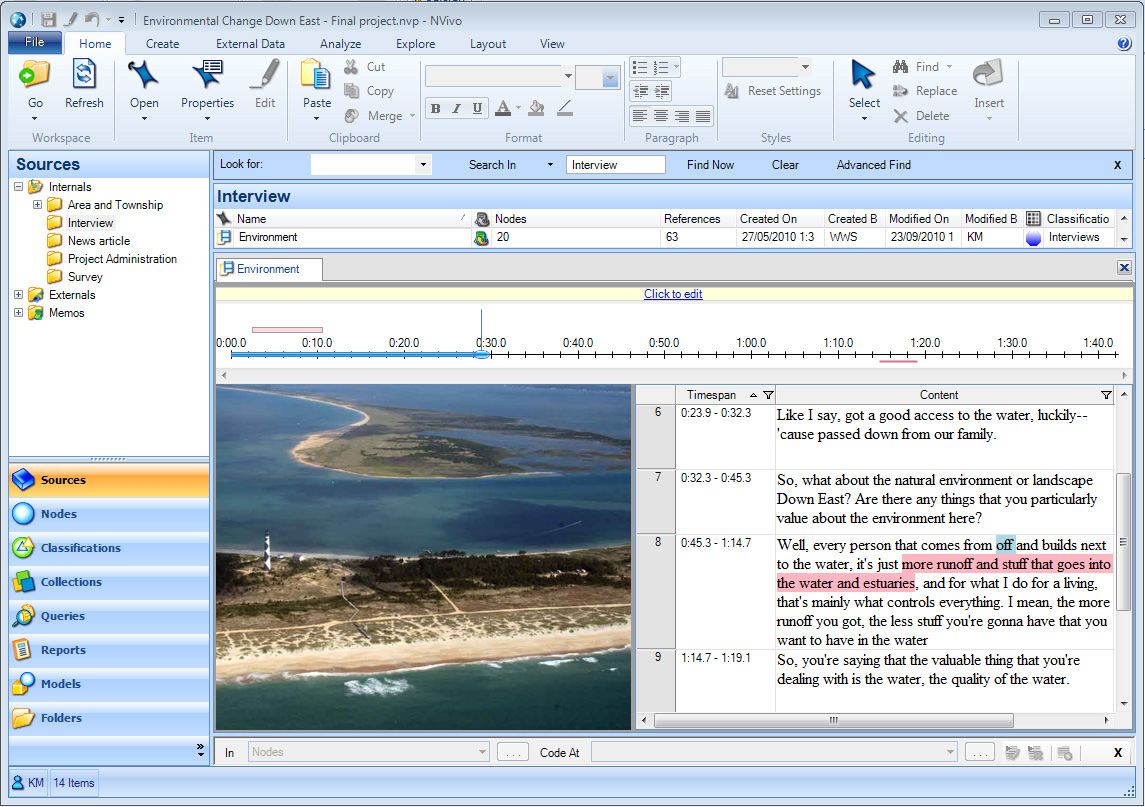
Скріншот тексту кодування користувача на NVivo